# Pseudexomilus
Pseudexomilus là một chi ốc biển, là động vật thân mềm chân bụng sống ở biển trong họ Turridae.

## Các loài
Các loài thuộc chi Pseudexomilus bao gồm:
- Pseudexomilus bicarinatus Shuto, 1983[2]
- Pseudexomilus costicapitata (Verco, 1909)[3]
- Pseudexomilus fenestratus Kilburn, 1988[4]
- Pseudexomilus fuscoapicatus Morassi, 1997[5]